# 97e corps d'armée
Le 97e corps d'armée (en allemand : LXXXXVII. Armeekorps z.b.V.) était un corps d'armée de l'armée de terre allemande, la Heer, au sein de la Wehrmacht pendant la Seconde Guerre mondiale.

## Hiérarchie des unités
| Nom          | Nbre d'hommes       | Unités subalternes                | Grade de commandement                 |
| ------------ | ------------------- | --------------------------------- | ------------------------------------- |
| Heeresgruppe | + 300 000           | 2 à + Armeen (Armées)             | Generaloberst ou Generalfeldmarschall |
| Armee        | + 100 000 - 300 000 | 2 à + Armeekorps (Corps d'armées) | General ou Generaloberst              |
| Armeekorps   | + 30 000 - 80 000   | 2 à + Divisionen (Division)       | Generalleutnant ou General            |
| Division     | + 10 000 – 20 000   | 2 à 6 Brigaden (Brigade)          | Generalmajor ou Generalleutnant       |
| Brigade      | + 3 000 – 5 000     | jusqu'à 3 Regimentern (Régiment)  | Oberst ou Generalmajor                |

## Historique
Le commandement du LXXXXVII. Armeekorps z.b.V. a été créé le 28 septembre 1944 à partir du Befehlshaber Operationszone Adriatisches Küstenland.

## Organisation

### Commandants successifs
| Date                       | Grade                      | Commandant    |
| -------------------------- | -------------------------- | ------------- |
| 28 septembre 1944 - ? 1945 | General der Gebirgstruppen | Ludwig Kübler |

### Chef des Generalstabes
| Date                       | Grade               | Commandant       |
| -------------------------- | ------------------- | ---------------- |
| 28 septembre 1944 - ? 1945 | Oberstleutnant i.G. | Heinrich Bußmann |

### 1. Generalstabsoffizier (Ia)
| Date                           | Grade               | Commandant |
| ------------------------------ | ------------------- | ---------- |
| 28 septembre 1944 - Avril 1945 | Oberstleutnant i.G. | Hans Karbe |
| Avril 1945 - Mai 1945          | Major i.G.          | Karsten    |

## Théâtres d'opérations
- Italie : Septembre 1944 - Mai 1945

## Ordre de batailles

### Rattachement d'Armées
| Date       | Armée     | Groupe d'Armées |
| ---------- | --------- | --------------- |
| 1944       |           |                 |
| Août       | -         | Heeresgruppe C  |
| 1945       |           |                 |
| 10 janvier | 10. Armee | Heeresgruppe C  |
| Avril      | -         | Heeresgruppe E  |

### Unités subordonnées

#### Unités organiques
- Arko 497
- Korps-Nachrichten-Abteilung 497

#### Unités rattachés
26 novembre 1944
- 71. Infanterie-Division
- 188. Gebirgs-Division
- 237. Infanterie-Division

21 janvier 1945
- 162. Infanterie-Division
- 237. Infanterie-Division
- 188. Gebirgs-Division

26 janvier 1945
- 162. Infanterie-Division
- 237. Infanterie-Division
- 188. Gebirgs-Division
- 710. Infanterie-Division

19 février 1945
- 710. Infanterie-Division
- 237. Infanterie-Division
- 188. Gebirgs-Division

1er mars 1945
- 710. Infanterie-Division
- 188. Gebirgs-Division
- 237. Infanterie-Division

10 mars 1945
- 710. Infanterie-Division
- 188. Gebirgs-Division
- 237. Infanterie-Division

31 mars 1945
- 710. Infanterie-Division
- 188. Gebirgs-Division
- 237. Infanterie-Division

12 avril 1945
- 237. Infanterie-Division
- 188. Gebirgs-Division

30 avril 1945
- 237. Infanterie-Division
- 188. Gebirgs-Division
- 392. Infanterie-Division (kroat.)

7 mai 1945
- 237. Infanterie-Division
- 188. Gebirgs-Division
- 392. Infanterie-Division (kroat.)